# Eagle River
Eagle River és una població dels Estats Units a l'estat de Wisconsin. Segons el cens del 2000 tenia 1.443 habitants.

## Demografia
Segons el cens del 2000, Eagle River tenia 1.443 habitants, 626 habitatges, i 321 famílies. La densitat de població era de 218,5 habitants per km².
Dels 626 habitatges en un 23% hi vivien nens de menys de 18 anys, en un 35,8% hi vivien parelles casades, en un 11,2% dones solteres, i en un 48,7% no eren unitats familiars. En el 43,6% dels habitatges hi vivien persones soles el 24,6% de les quals corresponia a persones de 65 anys o més que vivien soles. El nombre mitjà de persones vivint en cada habitatge era de 2,01 i el nombre mitjà de persones que vivien en cada família era de 2,8.
Per edats la població es repartia de la següent manera: un 19,4% tenia menys de 18 anys, un 8,2% entre 18 i 24, un 25,4% entre 25 i 44, un 20,6% de 45 a 60 i un 26,5% 65 anys o més.
L'edat mediana era de 42 anys. Per cada 100 dones de 18 o més anys hi havia 76,7 homes.
La renda mediana per habitatge era de 23.611 $ i la renda mediana per família de 36.339 $. Els homes tenien una renda mediana de 29.375 $ mentre que les dones 21.477 $. La renda per capita de la població era de 15.876 $. Aproximadament el 8,6% de les famílies i l'11,8% de la població estaven per davall del llindar de pobresa.

## Poblacions més properes
El següent diagrama mostra les poblacions més properes.